# Johannes Abeling
Johannes Abeling (Amsterdam, 1977) is een Nederlandse fotograaf. 
Sinds 2000 werkt hij voor verschillende kranten, tijdschriften en organisaties in binnen- en buitenland.
Samen met twee collega-fotografen en twee journalisten werkt hij aan meerjarenproject Disputed Waters, een project over waterconflicten bij grensoverschrijdende rivieren. Hiervoor ontvingen ze subsidie van het Stimuleringsfonds voor de Pers.
In 2004 won hij met een reportage over vluchtelingen in de Gazastrook de 1e prijs bij de Zilveren Camera in de categorie Buitenlands Nieuws.  In 2006 won hij de 2e prijs in de categorie Politiek Nieuws met een serie over de verkiezingscampagne van PvdA-leider Wouter Bos. In 2010 wonnen hij en collega Ronald de Hommel de 2e prijs in de categorie Buitenlands Documentair met een serie luchtfoto's van de rivier de Colorado.

## Overige publicaties
| - Het Parool - NRC Handelsblad - Metro - Quest (tijdschrift) - Nieuwe Revu - Le Monde (dagblad) - Bibliotheekblad |